# Chciwość (film 1924)
Chciwość (ang. Greed) – amerykański film niemy z 1924 roku w reżyserii i według scenariusza Ericha von Stroheima, oparty na powieści McTeague: A Story of San Francisco Franka Norrisa z 1899 roku. W rolach głównych wystąpili: Gibson Gowland jako dr John McTeague, ZaSu Pitts jako jego żona Trina (z domu Sieppe) i Jean Hersholt jako Marcus Schouler, przyjaciel i późniejszy wróg McTeague’a.
Film opowiada historię McTeague’a, dentysty z San Francisco, który żeni się z Triną, ukochaną jego najlepszego przyjaciela, Schoulera. Niedługo po zaręczynach Trina wygrywa na loterii 5 tys. dolarów. Zazdrosny Schouler donosi władzom, że McTeague prowadzi praktykę stomatologiczną bez wymaganych uprawnień, co doprowadza rodzinę McTeague’ów do ubóstwa. Żyjąc w nędzy, McTeague staje się alkoholikiem i brutalem, a Trina wpada w obsesję na punkcie wygranych pieniędzy, których stanowczo nie zgadza się tknąć, pomimo skrajnej biedy, w której żyje wraz z mężem. W końcu McTeague morduje żonę i ucieka z jej pieniędzmi do Doliny Śmierci, gdzie dochodzi do ostatecznego starcia ze ścigającym go Schoulerem.
Von Stroheim z niezwykłą pieczołowitością zarejestrował ponad 85 godzin materiału filmowego. 2 miesiące w ciągu lata zajęło mu nakręcenie ostatniej sekwencji rozgrywającej się w Dolinie Śmierci, przez co zachorowało wielu członków obsady i ekipy. Chciwość była jednym z nielicznych filmów swoich czasów zrealizowanych w autentycznej scenerii. Von Stroheim chętnie stosował takie wyrafinowane techniki filmowe, jak dramatyczne zbliżenia i montaż skojarzeniowy. Reżyser uważał Chciwość za tragedię grecką, w której środowisko i pochodzenie determinują losy bohaterów, sprowadzając ich do prymitywnych „bêtes humaines” (bestii ludzkich).
Podczas kręcenia Chciwości nadzorujący prace Goldwyn Pictures połączył się z dwiema innymi wytwórniami, tworząc Metro-Goldwyn-Mayer, gdzie funkcję szefa produkcji objął Irving Thalberg. Kilka lat wcześniej Thalberg zwolnił von Stroheima z Universalu. Oryginalna, zmontowana przez von Stroheima wersja Chciwości trwała niemal 8 godzin, toteż wytwórnia zredukowała film wbrew woli reżysera do 2,5 godziny. Tylko nieliczni widzieli pełną, 42-szpulową wersję, obecnie uznaną za zaginioną; niektórzy z nich określili ją mianem najlepszego filmu wszech czasów. Von Stroheim nazwał Chciwość swoją jedyną w pełni ukończoną pracą i był zarówno ze względów zawodowych, jak i osobistych oburzony wersją montażową narzuconą przez wytwórnię.
Pełną wersję tego dzieła ochrzczono mianem „świętego Graala” archiwistów filmowych. Przez lata pojawiały się kolejne, fałszywe doniesienia o odkryciu brakujących fragmentów. W 1999 roku na zlecenie Turner Entertainment dokonano 4-godzinnej rekonstrukcji filmu za pomocą fotosów ze scen wyciętych w montażu. Chciwość poniosła artystyczną i finansową porażkę i dopiero od lat 50. XX wieku zaczęto ją uznawać za jeden z najlepszych filmów wszech czasów. Zarówno filmowcy, jak i historycy kina podkreślali jej wpływ na liczne grono reżyserów i ich twórczość.

## Fabuła
„Nigdy się nie poniżyłem. Nigdy nie zdjąłem kapelusza i nie trzymałem go w rękach, prosząc o datki. Na Boga, powiedziałem im prawdę! Mogło im się to spodobać albo nie. Co mnie to obchodzi? Wiedziałem, że to było prawdą wtedy i wiem, że jest to prawdą także i teraz”

John McTeague jest górnikiem w kopalni złota w hrabstwie Placer. Gdy pewnego dnia wędrowny dentysta nazywający siebie dr. „Bezbolesnym” Potterem przybywa do osady, matka McTeague’a błaga go, aby przyjął jej syna na ucznia. Potter zgadza się i po kilku latach McTeague otwiera własną praktykę przy Polk Street w San Francisco.
Marcus Schouler, najbliższy przyjaciel McTeague’a, przyprowadza pewnego razu do jego gabinetu swoją kuzynkę i przyszłą narzeczoną Trinę Sieppe. McTeague chętnie zgadza się zrobić jej przegląd stomatologiczny. Czekając na swoją kolej, Trina kupuje los na loterię. McTeague zadurza się w Trinie, po czym prosi Schoulera o zgodę na możliwość ubiegania się o względy dziewczyny. Widząc zaangażowanie McTeague’a, Schouler niechętnie przystaje na tę prośbę. Ostatecznie Trina zgadza się wyjść za mąż za McTeague’a. Krótko po tym wygrywa na loterii znaczną kwotę 5 tys. dolarów. Rozgoryczony Schouler rości sobie prawa do wygranej, przez co rozpada się jego przyjaźń z McTeague’em. Po ślubie McTeague’a i Triny para zamieszkuje w małym mieszkanku, gdyż kobieta sprzeciwia się wydać wygrane przez nią pieniądze.

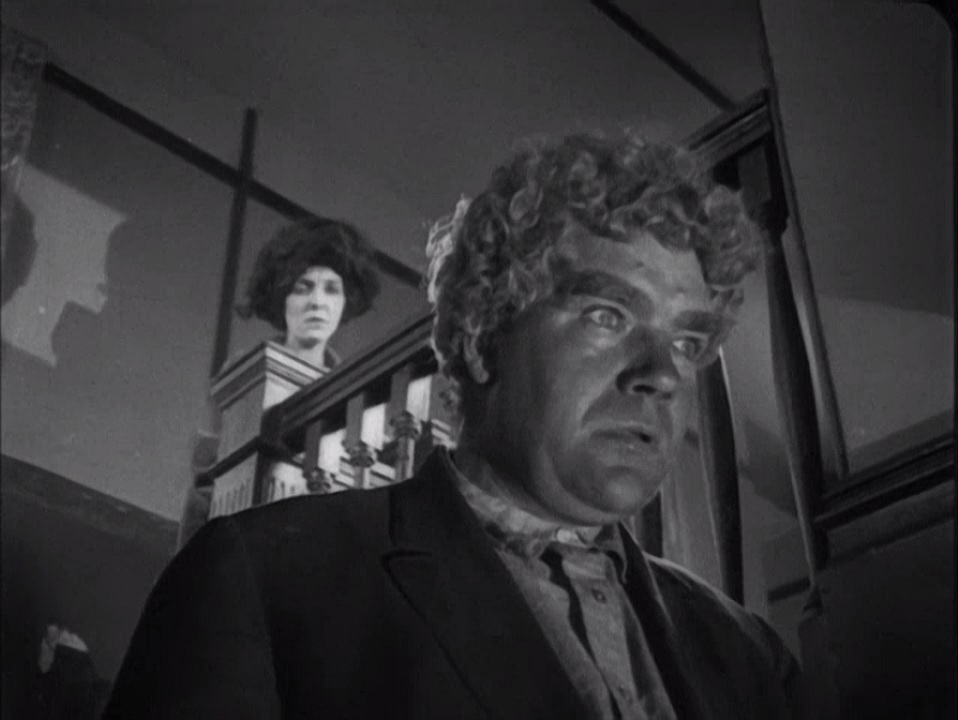
Przez chciwość związek Triny i McTeague’a zmierza ku tragedii

Schouler opuszcza miasto, aby zostać ranczerem. Przed swoim odejściem składa doniesienie na McTeague’a, ujawniając, że ten wykonuje zawód dentysty bez wymaganego zezwolenia. McTeague zostaje zmuszony do zamknięcia praktyki, gdyż w przeciwnym razie grozi mu kara więzienia. Pomimo zaoszczędzonych ponad 200 dolarów i 5 tys. dolarów pochodzących z loterii, Trina nie pozwala wydawać swoich pieniędzy. Małżonkom coraz częściej brakuje środków do życia, muszą więc sprzedać na aukcji niemal wszystkie ruchomości. W ataku furii McTeague gryzie Trinę w palce. Później opuszcza żonę, zabierając ze sobą jej oszczędności wynoszące 450 dolarów.
W pogryzione palce Triny wdaje się infekcja i trzeba je amputować. Aby zarobić na chleb, Trina znajduje posadę woźnej w przedszkolu. Podejmuje zainwestowane 5 tys. dolarów, aby mieć je blisko siebie. Nocami rozkłada je na łóżku, by móc na nich spać. Wydawszy oszczędności Triny, McTeague zjawia się u żony, bezskutecznie prosząc ją o więcej pieniędzy. Następnej nocy przychodzi do pustego przedszkola. Po zajadłej kłótni McTeague bije Trinę na śmierć i kradnie jej 5 tys. dolarów.
Wyjęty spod prawa McTeague wraca do hrabstwa Placer i zawiązuje spółkę z poszukiwaczem skarbów o nazwisku Cribbens. Udając się w kierunku Doliny Śmierci, po drodze odnajdują znaczne pokłady kwarcu, liczą więc na to, że zostaną milionerami. Jednak McTeague podświadomie wyczuwa zbliżające się niebezpieczeństwo i ucieka w Dolinę Śmierci z koniem, resztą pieniędzy i jednym bukłakiem na wodę. Ściga go kilku stróżów prawa i Schouler. Chce on złapać McTeague’a osobiście i za wszelką cenę, więc samotnie wyrusza w Dolinę Śmierci.
Uciążliwy skwar odbiera siły McTeague’owi. Tempo Schoulera także słabnie, jednak udaje mu się odszukać, a potem dogonić McTeague’a. Po scysji i próbie aresztowania, spłoszony koń McTeague’a zaczyna uciekać, zostaje więc zastrzelony przez Schoulera, który jednocześnie przedziurawia pojemnik z wodą. Mężczyźni odbywają walkę na śmierć i życie. Zwycięzcą pojedynku zostaje McTeague. Przed śmiercią Schouler zdążył jednak przykuć siebie kajdankami do McTeague’a. Film kończy się ujęciem samotnego, wycieńczonego McTeague’a, pozostawionego na pustyni bez konia i wody, przypiętego kajdankami do zwłok i niezdolnego sięgnąć do rozsypanych monet.

### Wątki poboczne
Oryginalna wersja von Stroheima zawierała nadto dwa wątki poboczne, które zostały później wycięte z filmu. Miały one przedstawiać potencjalny bieg wydarzeń, czyli inne warianty dalszego życia Triny i McTeague’a.
Pierwszy z nich przedstawiał losy handlarza starzyzną Zerkowa i Marii Mirandy Macapy, młodej Meksykanki, która skupuje dla niego używane przedmioty, a także sprzedaje Trinie szczęśliwy los. Maria często opowiada Zerkowowi o swoim wyimaginowanym serwisie obiadowym wykonanym z czystego złota. Handlarz wkrótce zaczyna obsesyjnie myśleć o tej drogocennej zastawie. Wierząc, że Maria gdzieś ją zakopała, Zerkow żeni się z nią. Często pyta, gdzie ukryła serwis, lecz Maria za każdym razem udziela innej odpowiedzi. Zerkow nie dowierza jej i coraz natarczywiej próbuje wyciągnąć od niej informacje. Ostatecznie popada w obłęd, zabija żonę i popełnia samobójstwo, skacząc do zatoki San Francisco.
Drugi wątek poboczny ukazywał dzieje Charlesa W. Grannisa i panny Anastasii Baker. Grannis i Baker są lokatorami w podeszłym wieku, którzy wynajmują sąsiadujące ze sobą mieszkania w tej samej kamienicy, do której wprowadzili się Trina i McTeague. Pomimo że żyją obok siebie, nigdy się nie poznali. Często jednak siadają przy wspólnej ścianie i nasłuchują dźwięków dochodzących z drugiej strony, więc wiedzą o sobie niemal wszystko. Ostatecznie dochodzi do spotkania i wtedy wyznają sobie długo skrywane uczucia. Po wyznaniu miłosnym Grannis wyznaje, że posiada 5 tys. dolarów, czyli niemal tyle samo, ile posiada Trina. Jednakże ten fakt nie ma dla nich żadnego znaczenia. Pobierają się i każą zamontować drzwi, które odtąd będą łączyć ich pokoje.

## Obsada
- Gibson Gowland – dr John „Mac” McTeague, dentysta
- ZaSu Pitts – Trina McTeague, z domu Sieppe, żona McTeague’a
- Jean Hersholt – Marcus Schouler, przyjaciel McTeague’a, kuzyn Triny

Prolog
- Jack Curtis – ojciec McTeague’a
- Tempe Pigott – matka McTeague’a
- Florence Gibson – wiedźma
- Erich von Ritzau – dr „Bezbolesny” Potter, wędrowny dentysta

Rodzina Sieppe
- Chester Conklin – Hans „Popper” Sieppe, ojciec Triny
- Sylvia Ashton – „Mommer” Sieppe, matka Triny
- Austen Jewell – August Sieppe, młodszy brat Triny
- Oscar Gottell – Max Sieppe, młodszy brat Triny
- Otto Gottell – Moritz Sieppe, młodszy brat Triny
- Joan Standing – Selina, kuzynka Triny
- Max Tyron – Rudolph Oelbermann, wujek Triny

Wątki poboczne
- Dale Fuller – Maria Miranda Macapa, żona Zerkowa
- Cesare Gravina – Zerkow, handlarz starzyzną, mąż Marii
- Frank Hayes – Charles W. Grannis, właściciel Modern Dog Hospital
- Fanny Midgley – panna Anastasia Baker, sąsiadka Grannisa i jego późniejsza żona

Przyjaciele i sąsiedzi z Polk Street
- Hughie Mack – pan Heise, wytwórca uprzęży
- E. „Tiny” Jones – pani Heise
- J. Aldrich Libbey – pan Ryer
- Reta Revela – pani Ryer
- S.S. Simon – Joe Frenna
- Hugh J. McCauley – fotograf
- William Mollenhauer – chiromanta

Inni
- William Barlow – pastor
- Lon Poff – pracownik firmy loteryjnej
- James F. Fulton – Cribbens, poszukiwacz skarbów
- James Gibson – zastępca szeryfa
- Jack McDonald – szeryf Placer County
- Erich von Stroheim – sprzedawca balonów[12]

## Produkcja
„Zamierzałem ukazać ludzi takimi, jacy są na całym świecie, z ich niedoskonałościami, z ich wadami i zaletami, szlachetnych i pełnych idealizmu, a także chciwych, podłych i zazdrosnych. Nie zamierzałem iść na kompromis. Uważałem, że po ostatniej wojnie widzowie zdążyli się już znudzić wpychanymi im na siłę filmowymi eklerami, które niemal przyprawiły ich o rozstrój żołądka nadmiarem słodyczy. Teraz, jak sądzę, są gotowi na dużą miskę prostej i szczerej wołowiny z kapustą”

### Tło historyczne i scenariusz
Chciwość jest oparta na powieści amerykańskiego pisarza Franka Norrisa zatytułowanej McTeague: A Story of San Francisco z 1899 roku. Zainteresowanie Ericha von Stroheima tym utworem sięga co najmniej stycznia 1920 roku, kiedy powiedział dziennikarzowi, że zamierza zekranizować McTeague’a. W drugiej dekadzie XX wieku reżyser mieszkał w San Francisco, żyjąc w ubóstwie, tak jak bohaterowie powieści. Potem przeniósł się do Los Angeles, stopniowo pnąc się w hierarchii tamtejszego przemysłu filmowego i współpracując z D.W. Griffithem. Do 1919 roku stał się cenionym reżyserem w Universal Film Manufacturing Company, choć uważano, że przekracza budżet i nie trzyma się harmonogramu.
Po mianowaniu Irvinga Thalberga na stanowisko dyrektora generalnego Universalu, brak umiaru von Stroheima przestał być tolerowany. Tuż po objęciu stanowiska Thalberg zadecydował o natychmiastowym zakończeniu zdjęć do filmu Szalone żony (1921), które powstawały nieprzerwanie od 11 miesięcy. 6 października 1922 roku, po 6 tygodniach produkcji kolejnego filmu von Stroheima Małżeńska karuzela (1923), reżyser został zwolniony. Był to bezprecedensowy krok w historii Hollywoodu i zwiastował nową erę, w której producent i wytwórnia dzierżyli artystyczną władzę nad aktorami i reżyserami. Jeszcze przed zwolnieniem z Universalu, von Stroheim otrzymał kilka ofert od innych wytwórni. 14 września 1922 roku spotkał się z władzami Goldwyn Pictures, by pod koniec listopada podpisać z nimi umowę o pracę.

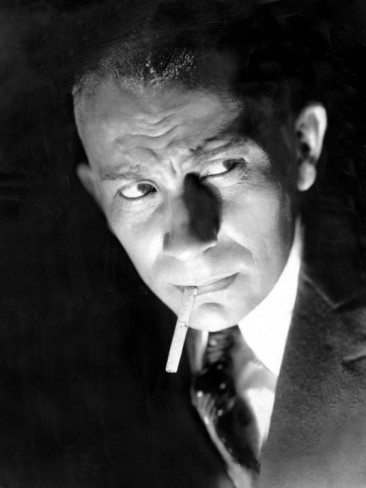
Von Stroheim w 1920 roku, kiedy to po raz pierwszy publicznie wyraził chęć ekranizacji McTeague’a

Von Stroheim wybierając nowego pracodawcę, kierował się obietnicami wolności artystycznej, którą ograniczano mu w Universalu pod dyrekcją Thalberga. Od marca 1922 roku na czele Goldwyn Pictures stał Abe Lehr, który publicznie zapewniał, że „każdy reżyser będzie miał własny zespół i uzyska dostęp do każdego obiektu, aby móc wyrażać swoją indywidualność i osobowość”. 20 listopada von Stroheim podpisał z Goldwyn Pictures roczny kontrakt na reżyserię 3 filmów pełnometrażowych. Umowa określała, że każdy z nich będzie miał pomiędzy 1 371,6 a 2 590,8 metrów taśmy filmowej, będzie kosztował nie więcej niż 175 tys. dolarów i zostanie ukończony w ciągu 14 tygodni. Zawarto w niej także klauzulę o wynagrodzeniu dla reżysera w wysokości 30 tys. dolarów za każdy ukończony film.
Lehr początkowo chciał, aby von Stroheim przystąpił najpierw do realizacji wysokobudżetowej operetki Wesoła wdówka, która zapowiadała się na pewny hit. Von Stroheim przekonał jednak Lehra, że lepiej zacząć od Chciwości. Obiecywał przy tym niski koszt produkcji. Komunikat prasowy z lutego 1923 roku stwierdzał, że „chociaż von Stroheim wcześniej swobodnie budował wielkie plany zdjęciowe, tym razem się zmienił – albo dał za wygraną – i nie będzie potrzebował żadnej scenografii”.
Von Stroheim napisał szczegółowy, 300-stronicowy scenopis, który zawierał m.in. ruchy kamery, kompozycję kadru i wskazówki dotyczące użycia koloru. Wśród zmian, których dokonał w stosunku do powieści Norrisa, istotne było nadanie tytułowemu bohaterowi imienia John i odrzucenie wątków antysemickich. McTeague został już wcześniej przeniesiony na ekran jako Life’s Whirlpool (1916), 5-szpulowy film krótkometrażowy wyprodukowany przez World Film Company. W tej wersji tytułową rolę zagrał broadwayowski gwiazdor Holbrook Blinn. Von Stroheim krytycznie oceniał jego kreację. Również historycy kina negatywnie odnieśli się do tego filmu. Zdaniem jednego z nich, Kevina Brownlowa, część zdjęć plenerowych do Life’s Whirlpool również kręcono w Dolinie Śmierci.
W środowisku filmowym von Stroheim był znany ze swojego perfekcjonizmu i przywiązania do detali, a także z bezczelności w stosunku do kierownictwa wytwórni. Przystępując do prac nad Chciwością, założył, że będzie to realistyczny obraz z życia zwykłych ludzi i odrzucił hollywoodzkie zamiłowanie do przepychu, szczęśliwych zakończeń i postaci z wyższych sfer. Zanim rozpoczęto zdjęcia, wyjawił reporterowi „The New York Timesa”:

W filmie możliwe jest przedstawienie wspaniałej historii w taki sposób, że widz nie widzi już pięknej aktoreczki, bo jest tak głęboko zaabsorbowany opowieścią, jakby patrzył przez okno na samo życie. Wierzy, że to, co właśnie ogląda, jest prawdziwe. Zupełnie jakby kamerzysta cały czas był obecny w domu, ale nikt z domowników o tym nie wiedział. Przeżywają oni swoje codzienne radości i tragedie, a kamera to wszystko kradnie, uwieczniając dla widzów.

Na początku stycznia 1923 roku von Stroheim przybył do San Francisco, gdzie szukał plenerów i dokończył scenopis. W międzyczasie uczestniczył w tamtejszych przyjęciach towarzyskich i poznał wielu przyjaciół Franka Norrisa, a także jego brata Charlesa i bratową Kathleen. By oddać nastrój opowieści, von Stroheim nalegał na kręcenie zdjęć nie w atelier, lecz w plenerach San Francisco, w górach Sierra Nevada, w kopalni Big Dipper w Iowa Hill i w Dolinie Śmierci. Wynajął niektóre z budynków, które zainspirowały pewne sceny w książce. Wykorzystał także plenery Cliff House i zatoki San Francisco.
W podobny sposób Norris szukał lokalizacji dla scen ze swojej powieści, np. na gabinet dentystyczny McTeague’a wybrał piętro budynku na rogu Polk i California Street. Akcję umieścił także w okolicznych knajpach i jadłodajniach. Von Stroheim odkrył, że wiele z tych miejsc, jak chociażby dawne Polk Street, uległo zniszczeniu w trakcie trzęsienia ziemi z 1906 roku, lecz zdołał znaleźć odpowiednie plenery na ulicach Hayes i Laguna. Żeby uzyskać poczucie autentyczności, zrezygnował z dekoracji w San Francisco. Zmienił jedynie wystrój kilku restauracji, sklepów mięsnych i drewnianych chałup, dzięki czemu zaoszczędzono na kosztach scenografii.
Pomimo precyzyjnych klauzul w kontrakcie von Stroheima z wytwórnią, Goldwyn zaakceptował rozbudowany scenopis przed pierwszym klapsem. Szef produkcji J.J. Cohn stwierdził później, że „jak przyjdzie co do czego, to będziemy w stanie go utemperować”.

### Dobór obsady
Oprócz Jeana Hersholta, wszyscy główni aktorzy Chciwości często występowali w innych filmach von Stroheima. Grupę tę ochrzczono mianem „zespół von Stroheima”. Gibson Gowland zagrał wcześniej w Ślepych mężach (1919). Żeby wcielić się w rolę Johna McTeague’a, wrócił ze Szkocji do Stanów Zjednoczonych. Cesare Gravina, czyli handlarz starzyzną Zerkow, i Dale Fuller, odtwórczyni roli Marii, sprzedawczyni losów na loterię, wystąpili razem w Szalonych żonach. Później mieli także okazję zagrać wspólnie w Wesołej wdówce (1925). Inni aktorzy należący do tej trupy to: Sidney Bracey, Mae Busch, George Fawcett, Maude George, Hughie Mack i George Nichols.
Najwięcej problemów sprawił dobór aktorki do roli Triny. W ostatniej chwili zatrudniono ZaSu Pitts, po tym jak von Stroheim odrzucił kandydatury Claire Windsor i Colleen Moore. Aktorka występowała dotychczas w rolach komediowych; Trina była jej pierwszą postacią dramatyczną. Pitts wystąpiła później w dwóch filmach von Stroheima: Marszu weselnym (1928) i Hello, Sister! (1933). Von Stroheim uznał, że mogła być „najbardziej utalentowaną aktorką od ról psychopatek w amerykańskim kinie”. Twierdził też, że „nie powinna występować w komediach, bo jest najwspanialszą ze wszystkich tragiczek”.
Von Stroheim spotykał się okazjonalnie z Jeanem Hersholtem, aby przedyskutować postać Marcusa Schoulera, ale był początkowo niechętny obsadzeniu go w tej roli. Gdy aktor wyglądem i ubiorem upodobnił się do Schoulera, von Stroheim szybko zmienił zdanie. Bez nieobecnego Gowlanda, reżyser z resztą obsady i operatorem kamery Paulem Ivano spędził sporo czasu w studiach Goldwyn Pictures, nadzorując zdjęcia próbne. Scenę z filmu Dusze na sprzedaż (1923), w której von Stroheim udziela wskazówek Hersholtowi, mylnie uważano za zarejestrowane prace na planie Chciwości.

### Okres zdjęciowy
Pierwszy klaps padł w San Francisco 13 marca 1923 roku. Koniec zdjęć w tym mieście nastąpił pod koniec czerwca. Pomimo ograniczeń wynikających z umowy między von Stroheimem a Goldwyn Pictures, Lehr zgodził się podwoić budżet do poziomu 347 tys. dolarów i to już po 3 dniach okresu zdjęciowego. Zaledwie kilka dni później przemęczony intensywnym, ponaddwumiesięcznym okresem preprodukcji, kiedy pracował przez 20 godzin na dobę, von Stroheim zasłabł na planie. Później jednak, do końca zdjęć czuł się dobrze. Nie był to jedyny niefortunny wypadek: podczas zdjęć kręconych nad zatoką San Francisco Cesare Gravina zapadł na obustronne zapalenie płuc. Von Stroheim z wielką przykrością wyciął graną przez niego postać z okrojonej wersji filmu, gdyż pamiętał o jego poświęceniu dla tej roli. Hersholt z kolei został znokautowany przez Gowlanda w scenie bójki na pikniku, a Pitts nieomal wpadła pod tramwaj. Pod koniec maja Lehr odwiedził von Stroheima na planie i pochwalił dotychczas zrealizowany materiał, mówiąc: „To ma atmosferę, koloryt i realizm, których nigdy nie udałoby się osiągnąć w studiu”.
Jedyna sekwencja, którą pod naciskiem wytwórni von Stroheim musiał nakręcić od nowa, przedstawiała młodego McTeague’a odbywającego praktykę u Pottera. W scenie tej McTeague jest zbyt speszony, by zbadać zęby młodej kobiety i Potter musi go wyręczyć. Dziewczynę tę zagrała lekko ucharakteryzowana ZaSu Pitts, więc widownia zauważyłaby podobieństwo tej postaci do Triny. Wytwórnia zdecydowała, że scena w tej formie może wprowadzać w błąd i von Stroheim zgodził się nakręcić ją od nowa. Reżyser częściowo zrezygnował także ze swojej pierwotnej wizji pojedynku McTeague’a ze Schoulerem w barze. Początkowo chciał bowiem, aby wynajęty żongler rzucał prawdziwymi nożami w kierunku głowy Gowlanda. Aktor kategorycznie nie zgodził się zagrać w tak niebezpiecznym ujęciu, więc von Stroheim odstąpił od tego pomysłu. Zamiast tego wykorzystano efekty specjalne.

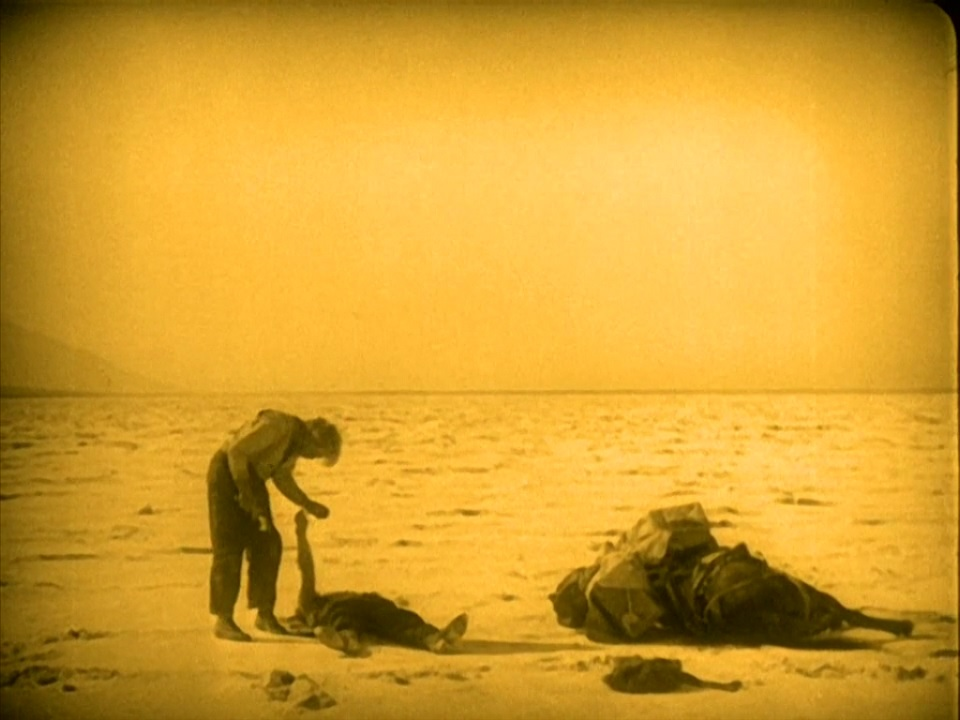
Ostatnia sekwencja rozgrywająca się w Dolinie Śmierci została nakręcona w ciągu dwóch letnich miesięcy, w bardzo trudnych warunkach

Po zakończeniu zdjęć w San Francisco, produkcja przeniosła się do Doliny Śmierci. W hollywoodzkich filmach sceny rozgrywające się na pustyni kręcono zazwyczaj na wydmach w Oxnard, na zachód od Los Angeles, jednakże von Stroheim chciał oddać na ekranie autentyzm powieści Norrisa. W Dolinie Śmierci nie było wtedy dróg, hoteli, stacji benzynowych ani bieżącej wody, spotykano za to tarantule, skorpiony i jadowite węże. Najbliższe osiedle znajdowało się w odległości ok. 160 km od planu. Żadne towarzystwo ubezpieczeniowe nie zgodziło się objąć polisą tego okresu zdjęciowego. Praca w Dolinie Śmierci trwała dwa miesiące, dzięki czemu Gowland i Hersholt mieli czas na zapuszczenie bujnych bród, koniecznych w tej sekwencji. Niektórzy członkowie ekipy wspominali, że temperatura wahała się między 33 a nawet 72 °C, jednak najwyższa oficjalnie zanotowana temperatura w tamtym okresie osiągnęła 50,5 °C. Spośród 43 członków obsady i ekipy technicznej, którzy pracowali nad sekwencją w Dolinie Śmierci, 14 zachorowało i zostało odesłanych z powrotem do Los Angeles.
Podczas zdjęć na pustyni codziennie ktoś z ekipy skarżył się na hipertermię lub doznawał udaru cieplnego. Po zakończeniu produkcji Hersholt spędził tydzień w szpitalu, lecząc się z wewnętrznego krwawienia. Aktor twierdził, że stracił około 12 kilogramów i pod koniec zdjęć był pokryty pęcherzami. Mimo tych doświadczeń rolę w Chciwości uważał za najlepszą w swojej karierze. By zmotywować Gowlanda i Hersholta w scenie bójki, von Stroheim krzyczał do nich: „Walczcie! Musicie się nienawidzić tak, jak nienawidzicie mnie!”. Przez cały okres zdjęciowy von Stroheim sprowadzał na plan muzyków, którzy mieli za zadanie kreować odpowiedni nastrój dla aktorów. W scenach toczących się w Dolinie Śmierci, towarzyszyli im fisharmonista i skrzypek. Podczas zdjęć często grywano specjalnie skomponowany temat zainspirowany twórczością Leoncavalla. Wśród innych wykorzystanych utworów znalazły się m.in. „Być bliżej Ciebie chcę”, „Hearts and Flowers”, „Oh Promise Me” i „Call Me Thine Own”.
13 września zdjęcia przeniesiono do hrabstwa Placer, gdzie trwały jeszcze niespełna miesiąc. Kopalnia Big Dipper była zamknięta od 10 lat, ale von Stroheim przekonał Goldwyn Company, że należy wydzierżawić ten teren na czas filmowania i dokonać kilku renowacji. W trakcie pierwszej wizyty w hrabstwie Placer, jeszcze w fazie preprodukcji, von Stroheim spotkał się z tamtejszym mieszkańcem, który był miłośnikiem twórczości Norrisa i zarazem bratem pracownika tejże kopalni w latach 90. XIX wieku. Von Stroheim najął go do nadzorowania remontu kopalni i innych plenerów w hrabstwie. Chciał również odnowić lokalny cmentarz na potrzeby nowo wymyślonej sceny przedstawiającej pogrzeb matki McTeague’a, jednak wytwórnia odrzuciła tę propozycję. Wewnątrz kopalni von Stroheim kręcił nocą, między 21 a 6 rano. Operator William H. Daniels wyznał po latach, że reżyser dla większego realizmu nalegał na zejście ponad 914 m pod powierzchnię ziemi, chociaż sceneria wyglądała identycznie już przy 30 m głębokości.
Ostatnim dniem zdjęciowym był 6 października 1923 roku. Łącznie filmowano przez 198 dni. Chociaż kontrakt von Stroheima przewidywał, że zużyje mniej niż 2600 m taśmy filmowej, nakręcono prawie 136 000 m materiału, co dawało około 85 godzin projekcji.

### Styl
Biograf von Stroheima Artur Lennig porównał styl wizualny reżysera do stylu D.W. Griffitha, lecz zauważył, iż „w przeciwieństwie do Griffitha, który obserwował wszystko przez czwartą ścianę, von Stroheim tworzył ujęcia z wielu stron i pod różnymi kątami; wykorzystywał też pełną głębię ostrości, sugestywne pierwsze plany i efektowne ruchy kamery”. Stosował również technikę światłocienia o dużym kontraście, używając kręgów lub snopów światła padających na ciemną przestrzeń. Przykładem może być scena, kiedy McTeague w świetle księżyca błaga Trinę o pieniądze i scena z karuzelą, gdzie widzimy na przemian wyraźne postacie albo jedynie kontury sylwetek.

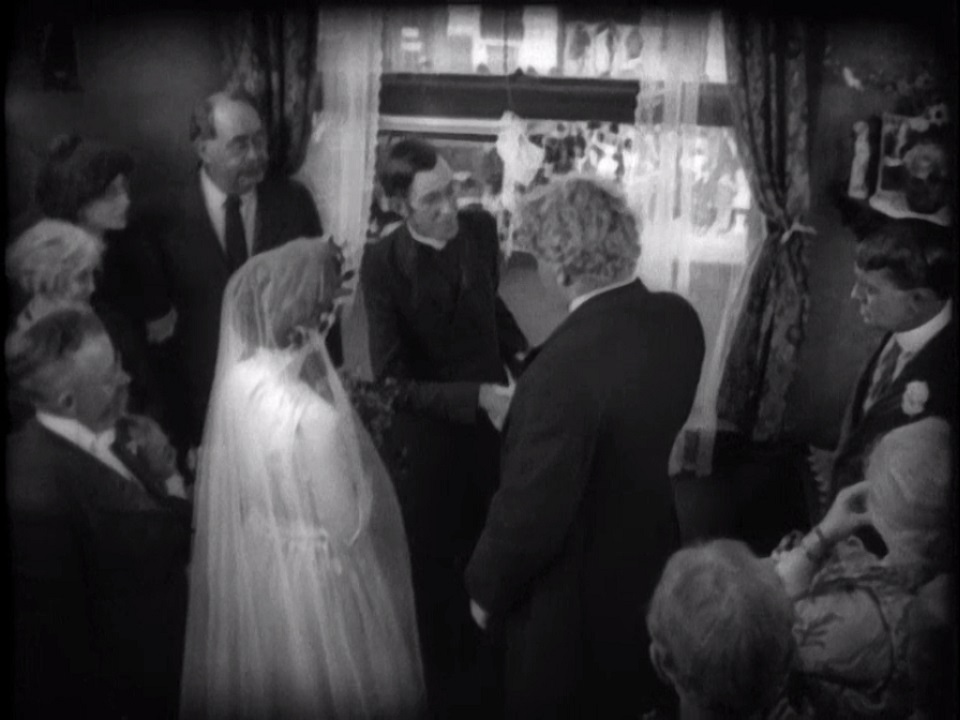
W scenie ślubu nowatorsko wykorzystano głębię ostrości i to pomimo kłopotów z oświetleniem

Daniels był zadowolony zwłaszcza ze szczególnie trudnej do oświetlenia sceny ślubu, kiedy za oknem widać kondukt pogrzebowy. Chciwość często chwalono za wykorzystanie głębi ostrości, i to na siedemnaście lat przed słynnym Obywatelem Kane (1941). Czasami do oświetlenia kadru Daniels stosował żarówkę zamiast lamp łukowych powszechnie używanych w atelier z powodu ograniczonej przestrzeni. Operator powiedział później o von Stroheimie, że „był on jednym z pierwszych, który zakazał nakładania makijażu aktorom, używał prawdziwych, błyszczących farb na ścianach, prawdziwych szyb w oknach, czystej bieli w scenografii i kostiumach. Dotąd wszystko malowano na nijaki brąz, aby zamaskować zadrapania na zużytych taśmach filmowych”. Jako operator kamery pracował Ernest Schoedsack, choć nie został uwzględniony w czołówce.
Von Stroheim przepadał za radziecką szkołą montażu. W Chciwości często występują dramatyczne zbliżenia i ostre przejścia zamiast długich ujęć. Wyjątkiem od tej reguły jest scena, w której Schouler wybucha złością na McTeague’a i łamie mu fajkę. Scenę tę nakręcono w jednym długim ujęciu. Dla uzyskania większego efektu von Stroheim używał montażu równoległego w scenach z udziałem zwierząt i w scenie pierwszego pocałunku Triny i McTeague’a przy nadjeżdżającym pociągu. W 1932 roku teoretyk filmu Andrew Buchanan określił von Stroheima jako reżysera-montażystę, stwierdzając: „każde spostrzeżenie podkreśla zbliżeniem, a potem spokojnie montuje sceny w porządku, który najdobitniej odzwierciedla jego punkt widzenia”. W latach 50. XX wieku krytyk filmowy André Bazin wychwalał zdolność inscenizacji von Stroheima i dostrzegł jego „prostą zasadę reżyserowania: badawczo i wytrwale patrz na świat, aż w końcu legnie ci u stóp obnażony w całym swoim okrucieństwie i szpetocie”.
Choć von Stroheim miał opinię perfekcjonisty, w Chciwości zdarzają się niedociągnięcia. W scenach na Polk Street główni bohaterowie noszą ubrania modne w latach 90. XIX wieku, lecz statyści mają już odzież z lat 20. XX wieku. Reżyser starał się zaradzić nieścisłościom: pozwalał filmować jedynie te budynki, które wzniesiono w ostatniej dekadzie poprzedniego wieku i na czas zdjęć usuwał z ulic samochody. Daniels utrzymywał, że pomimo dążenia do maksymalnego autentyzmu, von Stroheim czasami kazał wyburzać ściany prawdziwych domów, aby uzyskać upragnioną pozycję kamery.

### Motywy
Powieść Franka Norrisa jest zaliczana do nurtu naturalizmu zapoczątkowanego przez francuskiego pisarza Émila Zolę. McTeague ukazuje losy ludzi z nizin społecznych poprzez pryzmat ich pochodzenia i środowiska, w którym przyszło im żyć. Autor wyraża przekonanie, że „natura ludzka, choć obdarzona wolną wolą, jest zdeterminowana przez czynniki genetyczne i środowiskowe” i że to pochodzenie określa bieg życia, pomimo wysiłków na rzecz awansu społecznego. Ten kierunek literacki został zainspirowany teoriami Karola Darwina i przedstawiał postacie, których lepszy, racjonalny i empatyczny aspekt osobowości znajdował się w stałym konflikcie z mroczną stroną natury, określaną mianem „bête humaine” (bestii ludzkiej). Pierwsze wydanie McTeague’a ukazało się w 1899 roku. Powieść została zainspirowana morderstwem dokonanym przez Patricka Collinsa w październiku 1893 roku. Ten żyjący w nędzy mężczyzna przez długi czas znęcał się fizycznie nad swoją żoną Sarah, ostatecznie ukradł jej pieniądze i zabił ją nożem w miejscu pracy – przedszkolu Lest Norris w San Francisco, które finansowała rodzina Norrisów.
Von Stroheim nie zawarł w Chciwości żadnego politycznego apelu; uważał, że ma ona wymiar greckiej tragedii. Postacie filmu walczą z biedą i barierami klasowymi, a ich życie zgodnie z zasadami naturalizmu determinują przeznaczenie i wrodzona natura. Von Stroheim wykorzystywał warianty tego tematu także w innych filmach, w których plebejusz zakochuje się w arystokratce lub członkini rodziny królewskiej.

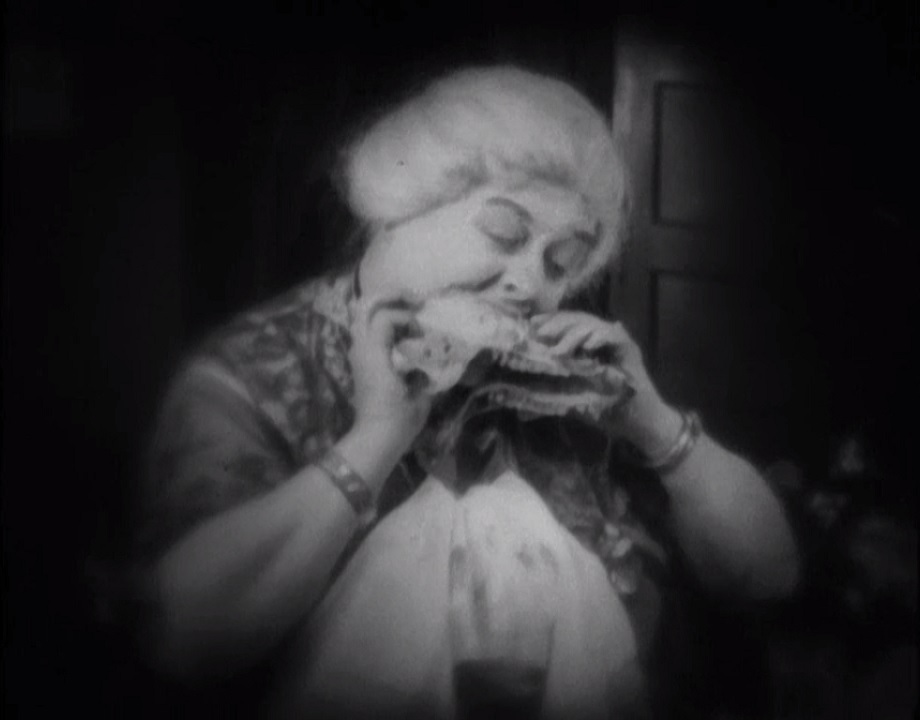
W scenie wesela matka Triny groteskowo pochłania jedzenie

Zgodnie z zasadami naturalizmu reżyser często ukazywał na ekranie zwierzęta, nadając im przy tym symboliczne znaczenie. W filmie McTeague jest kojarzony z kanarkiem, jedynie wspomnianym w książce. Ptak zostaje uwolniony w Dolinie Śmierci, co było odstępstwem od oryginalnego zakończenia powieści Norrisa. McTeague daje Trinie w prezencie ślubnym samiczkę kanarka, a von Stroheim komentuje początkową fazę ich małżeństwa, gdy scenę pocałunku gwałtownie kontrapunktuje ujęciem pary kanarków trzepoczących się w klatce. W innej sekwencji kot próbuje rzucić się na kanarki, a jednocześnie Schouler żegna się z McTeague’em i Triną, nie mówiąc im, że złożył już donos. Również psy, koty i małpy łączone z różnymi bohaterami drugoplanowymi. Von Stroheim zastosował także naturalistyczną metodę przypisywania postaciom charakterystycznych przedmiotów, gestów i zwrotów, które powtarzają się przez cały film jako wizualny leitmotiv. Na przykład Trina nerwowo szarpie sobie wargę, a McTeague majstruje przy klatce dla ptaków.
W prawie wszystkich swoich filmach von Stroheim posługiwał się wyrazistą metaforyką i groteskowymi postaciami. W Chciwości jest to najlepiej widoczne w scenie wesela, którego uczestnikami są m.in. karzeł, garbus, kobieta z wystającymi zębami i chłopak poruszający się o kulach. Niczym zwierzęta goście weselni łapczywie i ordynarnie pożerają swoje posiłki. Scena ta ostro przeciwstawiała się ówczesnej konwencji, zgodnie z którą spożywanie dań pokazywano w sposób pełny namaszczenia i w poczuciu duchowej bliskości. Innym przykładem groteskowej metaforyki było m.in. zakażenie palców Triny, które następnie zostają amputowane. Von Stroheim zestawiał sceny miłosne McTeague’a i Triny z brzydkim otoczeniem zamieszkanym przez ludzi z nizin społecznych, np. jeden z pocałunków pokazał przy kanale ściekowym ze zdechłym szczurem i przejeżdżającą obok śmieciarką.
Podobnie jak w innych swoich filmach von Stroheim czerpał także z symboliki chrześcijańskiej, eksponując krzyże i kościoły. Trina zdradza pierwsze oznaki chciwości w Wielkanoc, a zamordowana zostaje w Wigilię Bożego Narodzenia. Wigilia często powraca w innych filmach von Stroheima – w okresie świątecznym zmarł jego ojciec. Lennig utrzymywał, że pierwowzorem ojca McTeague’a (w powieści o postaci tej jedynie wzmiankowano) był ojciec von Stroheima, a z kolei postać matki McTeague’a to hołd reżysera dla jego własnej matki, której zresztą Chciwość zadedykował. Von Stroheim twierdził, że wszystkie pozytywne cechy swojego charakteru przejął po matce, a negatywne odziedziczył po ojcu.

## Montaż

### Pierwotny montaż

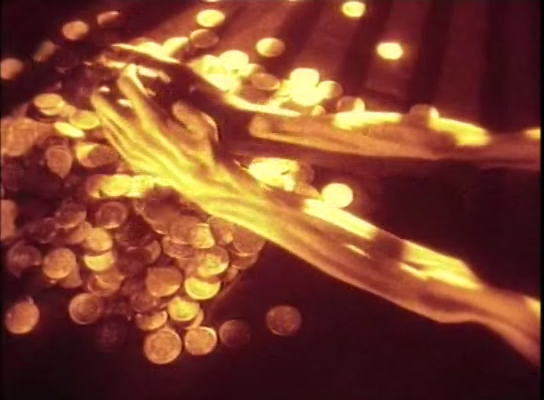
Niektóre ujęcia zostały ręcznie i za pomocą szablonów, klatka po klatce, pomalowane na złoty kolor przez samego von Stroheima

Montaż Chciwości zajął von Stroheimowi niemal rok, mimo że jego kontrakt nie przewidywał honorarium za prace postprodukcyjne. Wraz ze swoim głównym montażystą Frankiem Hullem pracował nad filmem przez kilka miesięcy, nim zdołał ukończyć wstępną wersję. W trakcie montażu reżyser miał kłopoty z podejmowaniem decyzji. Czuł się ograniczony wynikającym z umowy limitem długości filmu. Von Stroheim ręcznie i przy użyciu szablonów zabarwił niektóre sceny na złoty kolor, stosując technologię Handschiegl Color Process. Polecił także umieścić w czołówce nietypowy napis: „Osobiście wyreżyserowany przez Ericha von Stroheima”.
Nie licząc personelu wytwórni, jedynie 12 osób miało okazję zobaczyć oryginalną, 42-szpulową wersję Chciwości na specjalnym pokazie w styczniu 1924 roku. Wśród widzów znajdowali się m.in.: Harry Carr, Rex Ingram, Aileen Pringle, Carmel Myers, Idwal Jones, Joseph Jackson, Jack Jungmeyer, Fritz Tidden, Welford Beaton, Valentine Mandelstam i Jean Bertin. Po seansie Jones, Carr i Ingram zgodnie stwierdzili, iż właśnie zobaczyli najwybitniejszy dotąd zrealizowany film i uznali że jest mało prawdopodobne, by kiedykolwiek powstał lepszy. Carr napisał entuzjastyczną recenzję: „Obejrzałem wspaniały film, którego już nikt inny nie zobaczy [...]. Wprost nie wyobrażam sobie, co oni mogą z nim zrobić. Ten film jest jak Nędznicy. Kiedy mijają kolejne wątki myślisz, że nie mają one żadnego związku z główną historią, aż nagle, po 12 czy 14 szpulach, coś cię uderza jak obuchem. Ze względu na surowy, straszny realizm to najwspanialszy film, jaki kiedykolwiek widziałem. Jednak nie wiem, jak będzie się prezentował po skróceniu do 8 rolek”. Jonathan Rosenbaum zasugerował, że Carr odnosił się do wyciętej później początkowej sekwencji filmu ukazującej lokatorów budynku, w którym mieszkał McTeague. Ta trwająca 40 minut scena pokazywała, co mieszkańcy robili w jedno sobotnie popołudnie, wprowadzając niezwykły nastrój, ale nie rozwijając fabuły. Rosenbaum porównał ją do XIX-wiecznych powieści i do pierwszych kilku godzin Out 1 (1971) Jacques’a Rivette'a. Jones publicznie pochwalił oryginalną wersję i zestawił Chciwość z Gabinetem doktora Caligari (1920) i Doktorem Mabuse (1922). Natomiast Welfordowi Beatonowi z pisma „The Film Spectator” nie spodobała się wersja 42-szpulowa. Skrytykował ją zwłaszcza za nadmierne stosowanie zbliżeń.
Liczne źródła utrzymują, że wersja 42-szpulowa od początku miała jedynie charakter roboczy. Jeszcze przed 18 marca 1924 roku von Stroheim zdecydował się skrócić ją do 24 szpul z zamiarem pokazywania jej w ciągu dwóch wieczorów. Skracanie filmu sprawiało reżyserowi problemy: „Mógłbym wyciąć całe sekwencje i skończyć tę robotę w jeden dzień. Byłoby to dziecinnie proste. Ale nie mogę tego zrobić. Zostałyby wyrwy, które dałoby się zasypać jedynie planszami tekstowymi. Wtedy film zamieni się w ilustrowane napisy”. Von Stroheim utrzymywał później, że wytwórnia domagała się, aby nakręcił scenę, w której McTeague budzi się w swoim fotelu dentystycznym, co miało sugerować, iż cały film był jedynie złym snem. Do 21 stycznia 1924 roku, gdy von Stroheim montował jeszcze swoją 24-szpulową wersję, June Mathis – dyrektorka działu scenariuszy Goldwyn Pictures – stworzyła własną, 13-szpulową wersję filmu. 29 stycznia zarządziła dokonanie dalszych cięć, po czym na początku lutego wybrała się do Rzymu nadzorować produkcję Ben-Hura (1925) i przez kilka miesięcy nie brała udziału w montażu Chciwości.
Po przekazaniu ukończonej 24-szpulowej wersji, von Strohheim oświadczył kierownictwu Goldwyn Pictures, że nie jest w stanie wyciąć ani jednej klatki więcej. Wytwórnia uznała jednak, że ta wersja i tak jest zbyt długa, więc nakazała mu wprowadzenie dalszych skrótów. W tej sytuacji von Stroheim wysłał film swojemu przyjacielowi, Reksowi Ingramowi, który następnie przekazał go swojemu bliskiemu współpracownikowi – montażyście Grantowi Whytockowi. Whytock współpracował z von Stroheimem przy Diabelskim paszporcie (1920) i był obeznany ze stylem i upodobaniami reżysera. Początkowo zaproponował podzielenie filmu na dwie części: jedną, 8-szpulową, kończącą się sceną ślubu oraz drugą, 7-szpulową, z finałem w Dolinie Śmierci. Ostatecznie Whytock skrócił obraz do 18 rolek. Jego głównym zabiegiem było wyeliminowanie całego wątku Zerkowa i Marii, który uznał za „bardzo niesmaczny”. Poza tym skrócił wiele ujęć i wyciął ok. 365 m materiału składającego się z licznych, zaledwie kilkuklatkowych „wstawek”. Mimo to zachował prolog, pozostałe wątki poboczne i większość akcentów humorystycznych, które wyeliminowano z późniejszych wariantów Chciwości.
Whytock i Ingram pokazali swoją wersję filmu decydentom wytwórni, którzy przyjęli ją przychylnie, choć z obawą, że tragiczne zakończenie nie spodoba się publiczności. Potem Ingram dał von Stroheim wersję 18-szpulową, mówiąc: „Jeśli zmienisz choćby jedną klatkę, nigdy więcej nie zamienię z tobą słowa”. 10 kwietnia 1924 roku Goldwyn Pictures Corporation oficjalnie zgodził się przystąpić do fuzji z Metro Pictures, w wyniku czego nadzór nad produkcją połączonych wytwórni, a więc także bezpośrednią kontrolę nad Chciwością, objął dawny wróg von Stroheima – Irving Thalberg. Von Stroheim i Louis B. Mayer, nowy szef wytwórni, mieli długą scysję na temat montażu filmu. Wedle relacji obu mężczyzn, kiedy von Stroheim stwierdził, że „wszystkie kobiety to dziwki”, Mayer uderzył go pięścią. Mayer skrytykował film za brak wzniosłości, optymizmu i zasad moralnych, uznając jednocześnie, że z pewnością zrobi klapę.

### Montaż wytwórni
Aby wywiązać się ze zobowiązań kontraktowych, kierownictwo wytwórni zarządziło seans Chciwości w jej pełnym metrażu. Idwal Jones, krytyk z San Francisco, wziął udział w trwającym cały dzień pokazie i napisał, że choć niektóre sceny były frapujące, zamiar von Stroheima, aby „oddać w filmie każdy przecinek znajdujący się w książce”, ostatecznie spalił na panewce. Następnie wytwórnia przejęła pieczę nad dziełem i nakazała wprowadzenie kolejnych skrótów. Do tego zadania szefostwo wyznaczyło June Mathis, a ta z kolei zleciła tę pracę Josephowi Farnhamowi. Farnham był znanym w branży „montażystą plansz”. Do jego obowiązków należało łączenie ze sobą scen za pomocą plansz tekstowych w taki sposób, aby zachować ciągłość akcji. Jego wkład do Chciwości to m.in. osławione plansze: „Właśnie taki był McTeague” i „Podejdźmy bliżej i usiądźmy przy tym ścieku”, przez lata wykpiwane przez kolejnych widzów. W końcu Farnham zredukował Chciwość do 10 szpul o łącznej długości 3233 metrów. Von Stroheim stwierdził, że „film został porżnięty przez drania, któremu głowa służy wyłącznie do noszenia kapelusza”. Później żałował, że Chciwość powstała przed sukcesem finansowym, jaki w roku 1928 odniosła czterogodzinna sztuka Dziwne preludium Eugene’a O’Neilla. Von Stroheim wyrzekł się autorstwa finalnej wersji filmu, obwiniając Mathis o zniszczenie jego arcydzieła.
Na tydzień przed nowojorską premierą Chciwości komitet cenzurujący filmy, New York State Motion Picture Committee, zażądał usunięcia kilku dalszych sekwencji, które uznano za niemoralne. Wyeliminowano podawanie eteru w scenach rozgrywających się w gabinecie dentystycznym i kilka przypadków dosadnego języka. Cięcia te zastosowano w taśmach wyświetlanych w stanie Nowy Jork, lecz w wielu innych kopiach tych zmian nie dokonano.

### Różnice pomiędzy wersją von Stroheima a wersją wytwórni

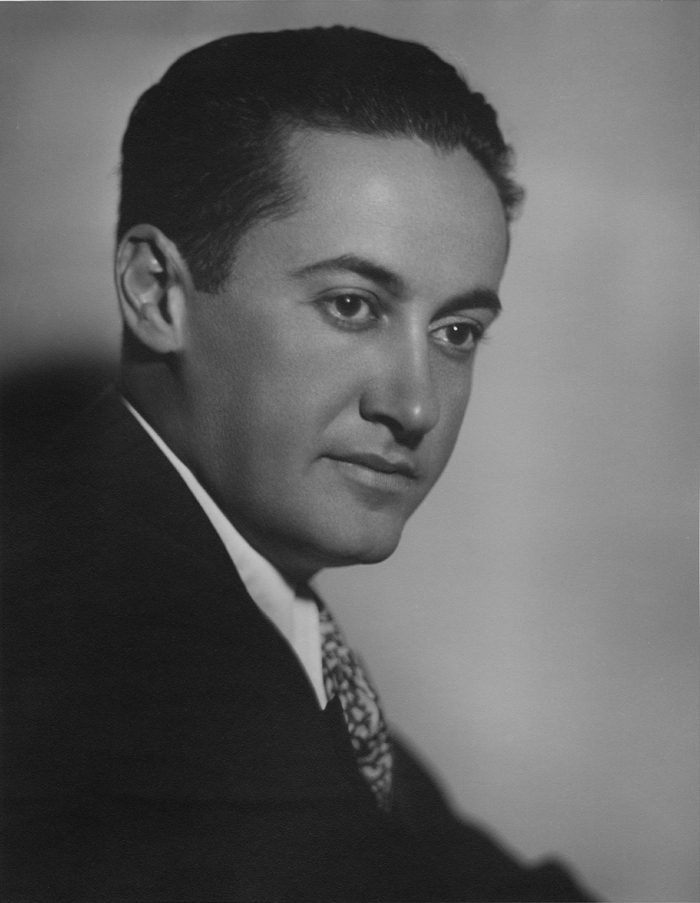
Irving Thalberg, dawny wróg von Stroheima z czasu pracy w Universalu, nadzorował montaż ostatecznej wersji Chciwości

Główne zmiany dokonane przez wytwórnię dotyczyły usunięcia wszystkich wątków pobocznych i w całości pewnych sekwencji, jednak wiele scen pozostało nietkniętych. Komentując w rozmowie z „Los Angeles Times” zmiany dokonane w filmie, Thalberg stwierdził:

To opowieść o chciwości, o postępującej zachłanności. Opowieść o tym, jak chciwość rosła w sercu Triny, aż ją całkowicie opętała. Uznałem jednak, że opowieść o chciwości handlarza starzyzną była znacznie lepsza, do tego stopnia że prawie zawłaszczyła główny temat. Jego nieposkromiona chciwość zagłuszyła chciwość Triny, jak gwizdek parowy zagłusza uliczny szum. Żeby nie zepsuć filmu, wyrzuciliśmy wątek handlarza starzyzną. „Chciwość” tylko na tym zyskała.

Thalberg utrzymywał, że „nie dało się uniknąć cięć. Wyświetlaliśmy film w różnych kinach na przedmieściach mimo jego niewiarygodnej długości i notowaliśmy, kiedy zainteresowanie publiczności wydawało się słabnąć”.
Wśród sekwencji i scen, które zostały wycięte, znajdowały się m.in.: pierwsze, szczęśliwe lata małżeństwa; przeprowadzka McTeague’a i Triny do chałupy; losy rodziny Sieppe przed zamążpójściem Triny; prolog przedstawiający życie matki i ojca McTeague’a w kopalni Big Dipper i naukę zawodu stomatologa przez McTeague’a. Inne cięcia dotyczyły sugestywnych zbliżeń ukazujących wzajemny pociąg fizyczny McTeague’a i Triny. Wyeliminowano także: sceny rozgrywające się po zamordowaniu Triny, kiedy McTeague włóczy się po San Francisco i hrabstwie Placer; dodatkowe ujęcia Doliny Śmierci; dodatkowe sceny przedstawiające Trinę z pieniędzmi oraz stopniowe staczanie się bohaterki w obsesyjną zachłanność.

## Odbiór

### Premiera kinowa i recenzje
Premiera Chciwości odbyła się 4 grudnia 1924 roku w należącym do Williama Randolpha Hearsta Cosmopolitan Theatre przy Columbus Circle w Nowym Jorku. Frank Norris niegdyś pracował dla Hearsta jako korespondent podczas wojny amerykańsko-hiszpańskiej, a sam Hearst docenił Chciwość, uznając ją za najlepszy film, jaki kiedykolwiek widział. Pisma należące do imperium medialnego Hearsta aktywnie włączyły się w promocję tego dzieła, jednakże Metro-Goldwyn-Mayer reklamowało je w minimalnym stopniu. W tym czasie von Stroheim przebywał w Los Angeles, gdzie od 1 grudnia był pochłonięty pracami produkcyjnymi przy Wesołej wdówce (1925). Gdy w maju 1926 roku Chciwość pojawiła się na ekranach berlińskich kin, jej premiera wywołała zamieszki wywołane prawdopodobnie przez członków raczkującej wówczas NSDAP.
Chciwość spotkała się głównie z negatywnymi recenzjami. Krytyk z pisma branżowego „Harrison's Reports” stwierdził: „Gdyby rozpisano konkurs na najbardziej nieprzyzwoity, obrzydliwy i odstręczający obraz w historii przemysłu filmowego, jestem pewien, że zwyciężyłaby Chciwość”. Tygodnik „Variety” nazwał film „całkowitą kasową klapą” zaledwie 6 dni po premierze. W dalszej części recenzji insynuowano, że realizacja zajęła dwa lata, kosztowała 700 tys. dolarów, a film składał się pierwotnie ze 130 szpul. Napisano tam również, że „z komercyjnego punktu widzenia już od dawna nie pojawiło się na ekranach nic bardziej makabrycznego i bezsensownego” oraz że „pomimo wyśmienitego aktorstwa, świetnej reżyserii i niezaprzeczalnej siły samej fabuły […] film po prostu nie zapewnia rozrywki”. W grudniowo-styczniowym numerze „Exceptional Photoplays” pisano: „To jeden z najbardziej bezkompromisowych filmów, jakie kiedykolwiek gościły na ekranach. Już teraz można usłyszeć wiele głosów krytykujących go za brutalność, surowy realizm, ponurość. Sęk w tym, że już w zamierzeniu „Chciwość” nie miała być filmem przyjemnym”. W wydaniu „Theatre Magazine” z lutego 1925 roku Aileen St. John-Brenon napisała: „Aktorzy nie przedstawiają postaci, lecz ludzkie typy – starannie wyselekcjonowane, dobrane i pokierowane. Nie grają, nie ożywają na ekranie. Wypełniają jedynie swoją misję, niczym tak liczne w tym filmie prostackie obrazki skąpstwa i odrażającego zezwierzęcenia”. Mordaunt Hall z „The New York Timesa” wystawił filmowi raczej pozytywną recenzję, w której większość ciepłych słów skierował pod adresem aktorów i reżysera, skrytykował jednak montaż. Stwierdził, że producenci MGM „skrócili ten film, jak tylko mogli […] za co powinni otrzymać wyrazy podziękowania. Szkoda jedynie, że nie korzystali chętniej z nożyczek w początkowej części”. Robert E. Sherwood w artykule opublikowanym w „Life” także bronił decyzji wytwórni o skróceniu filmu i nazwał von Stroheima „geniuszem, […] który już dawno temu powinien kupić sobie stoper”. Iris Barry z Muzeum Sztuki Nowoczesnej (MoMA) negatywnie oceniła pokolorowane kadry: „Niezbyt przyjemne żółte plamy rozmazują się na ekranie”. Umieszczona w marcu 1925 roku w „Pictureplay” recenzja wyrażała przypuszczenie, iż „zapewne żaden z amerykańskich reżyserów nie uważa chciwości za wadę”.
Najprzychylniejszą recenzję napisał Richard Watts Jr. z „New York Herald Tribune”, który uznał Chciwość za najważniejszy film dotychczas wyprodukowany w Stanach Zjednoczonych: „Jest jedynym filmem w ostatnim czasie, który może być uznany za pełnoprawne dzieło dramatyczne i stanąć w jednym rzędzie ze sztukami Jaka jest cena chwały czy Pożądanie w cieniu wiązów”. 20 kwietnia 1925 roku na łamach „The Gazette” opublikowano recenzję stwierdzającą, że  Chciwość „sprawia wrażenie potężnego filmu, […] jednego z nielicznych godnych gruntownego przemyślenia […]. Oferuje prawdziwe, poruszające studium życia wyrażone środkami artystycznymi i intelektualnymi, nie schlebiając przy tym oczekiwaniom gawiedzi”. Reżyserię określono jako „mistrzowską” ze względu na „niezwykłe nakreślenie zmian psychologicznych zachodzących w bohaterach i subtelne środki przekazywania idei obrazem, a nie zapisanym słowem, co jest stanowczo zbyt rzadko wykorzystywane przez kino – odrębną gałąź sztuki zdolną do szczerego i przekonującego przedstawiania rzeczywistości”. Recenzja w „Exceptional Photoplays” dowodziła, że „pan von Stroheim jest realistą ekranu, tak jak Rex Ingram romantykiem, a Griffith sentymentalistą. W tym filmie mamy do czynienia z realizmem w najbrutalniejszym wydaniu. Tak jak powieść, z której zaczerpnięto fabułę, Chciwość jest dziełem strasznym i zarazem wspaniałym”.

### Wynik finansowy
Chciwość poniosła porażkę finansową. W swoim pierwszym obiegu kinowym film zarobił 224 500 dolarów w Stanach Zjednoczonych, 3063 dolary w Kanadzie i 47 264 dolary na pozostałych rynkach. W sumie dało to wpływy w wysokości jedynie 274 827 dolarów. Biograf von Stroheima Arthur Lennig, powołując się na raporty finansowe MGM, dowodził, że budżet filmu wyniósł ostatecznie 546 883 dolary. Inny biograf, Richard Koszarski, przekonywał, że finalny koszt Chciwości sięgnął sumy 665 603 dolarów: 585 250 dolarów wyniosły koszty produkcji, 30 000 dolarów stanowiło honorarium reżysera, 54 971 dolarów wydano na montaż i obróbkę, 53 654 dolarów na reklamę oraz 1726 dolarów na podatki i opłaty skarbowe.
Arthur Lennig utrzymywał, że oficjalny budżet Chciwości podany przez MGM był podejrzanie wysoki jak na film bez gwiazd, specjalnie zbudowanej scenografii i zarejestrowany na niedrogiej taśmie. Lennig doszedł do wniosku, iż MGM specjalnie zawyżyło bilans Chciwości, aby móc wykazać, że na Wesołą wdówkę wydano niższą kwotę, co uniemożliwiło von Stroheimowi otrzymanie części zysków, które ten film wypracował. Wesoła wdówka odniosła bowiem sukces kasowy i przyniosła wytwórni zyski przekraczające straty poniesione przez Chciwość, gdyż kosztowała 614 961 dolarów, dając 996 226 dolarów zysku z pierwszego obiegu kinowego.

## Spuścizna
W ostatnich latach życia von Stroheim stwierdził: „Spośród wszystkich moich filmów Chciwość była jedyną w pełni ukończoną pracą, jedynym dziełem w pełni autorskim”. W 1926 roku Brytyjska Fundacja na rzecz Sztuki i Nauki poprosiła MGM o kopię oryginalnej wersji Chciwości, by ją przechować w swoich archiwach, lecz wytwórnia tę prośbę odrzuciła. W 1950 roku Henri Langlois zaaranżował dla von Stroheima specjalny seans ostatecznej wersji Chciwości. Reżyser wyznał, że „było to niczym ekshumacja, jak otwarcie trumny, w środku której pozostały jedynie pył, wstrętny odór, parę kręgów i kawałek kości”. Stwierdził także, iż „było to jakby ukochaną zabiła przejeżdżająca ciężarówka, zmieniając ją nie do poznania. Mężczyzna idzie zobaczyć ciało w kostnicy. Oczywiście wciąż kocha, ale kochać może tylko wspomnienie, bo już nie rozpoznaje samej postaci”.
Od początku lat 50. XX wieku opinia o Chciwości zaczęła się poprawiać. Film został uwzględniony na kilku listach arcydzieł wszech czasów. W 1952 roku na Festival Mondial du Film et des Beaux Arts de Belgique Chciwość zajęła 5. miejsce w plebiscycie na najlepszy film. Głosowali na nią tacy reżyserzy, jak Luchino Visconti, Orson Welles i Billy Wilder. W tym samym roku magazyn „Sight and Sound” opublikował swoje pierwsze zestawienie „10 najlepszych filmów wszech czasów”. Chciwość znalazła się na 7. miejscu tej listy z poparciem m.in. Andrégo Bazina, Lotte Eisner, Curtisa Harringtona, Penelope Houston i Gavina Lamberta. W 1962 roku awansowała na 4. miejsce tego samego rankingu. Dopiero od 1972 roku przestała pojawiać się w jego pierwszej dziesiątce. W 1978 roku Cinémathèque royale de Belgique opublikowała listę „najważniejszych i najbardziej niedocenianych amerykańskich filmów wszech czasów”. Chciwość znalazła się na trzeciej pozycji po Obywatelu Kanie i Wschodzie słońca (1927). Chciwość trafiła też na 21. miejsce listy „50 najważniejszych filmów amerykańskich” przygotowanej pod auspicjami Rady Sztuk Widowiskowych University of Southern California. W 1991 roku film został przeznaczony do ochrony w National Film Registry, prowadzonym przez Bibliotekę Kongresu Stanów Zjednoczonych, ponieważ uznano, że jest „kulturalnie, historycznie lub estetycznie znaczący”.
Swoje uznanie dla Chciwości wyrażało wielu filmowców. Wśród nich: Siergiej Eisenstein; Josef von Sternberg, który powiedział, że „Chciwość wywarła wpływ na nas wszystkich”; Jean Renoir, który określił Chciwości mianem „filmu filmów” i Ernst Lubitsch, który nadał von Stroheimowi tytuł „jedynego prawdziwego powieściopisarza sztuki filmowej”. W późniejszych latach Guillermo del Toro nazwał film „perfekcyjnym odzwierciedleniem obaw z początku XX wieku, zwiastującym kompletną dehumanizację, która miała wkrótce nadejść”, a Norbert Pfaffenbichler uznał, że „ostatnia scena filmu jest niezapomniana”. Jonathan Rosenbaum stwierdził, że  Chciwość miała duży wpływ na styl i treść wielu filmów. Przyrównał także poszczególne ujęcia z Chciwości do kadrów Człowieka z tłumu (1928) Kinga Vidora, Zbrodni pana Lange (1936) Jeana Renoira, Wspaniałości Ambersonów (1942) Orsona Wellesa, Mieć i nie mieć (1944) Howarda Hawksa i Przygody (1960) Michelangela Antonioniego. Doszukał się także podobieństwa postaci lub wątków fabularnych w Skarbie Sierra Madre (1948) Johna Hustona, Oknie na podwórze (1954) Alfreda Hitchcocka, Kobietkach (1960) Claude’a Chabrola i Mikey and Nicky (1976) Elaine May. Rosenbaum stwierdził, że zwłaszcza amerykańska reżyserka Elaine May szczególnie dużo czerpała od von Stroheima. Jej film Mikey and Nicky, opowiadający o zniszczeniu przyjaźni przez pieniądze i seks, zawiera groteskowe elementy i ukazuje bohaterów rozdartych pomiędzy niewinnością a zepsuciem. Rosenbaum dowodzi również, że satyryczne postacie wykreowane przez Orsona Wellesa we wszystkich jego filmach noszą znamiona wpływu von Stroheima.
Dwa filmy najczęściej porównywane do Chciwości to Skarb Sierra Madre Hustona i Wspaniałość Ambersonów Wellesa. W przypadku Skarbu Sierra Madre Rosenbaum uznał jednak, że pomimo zakończenia filmu Hustona (w którym wiatr rozwiewa złoty piasek po pustyni) i podobieństw między popadaniem Triny w obłęd a obsesjami Freda C. Dobbsa, oba dzieła mają ze sobą niewiele wspólnego. Z kolei bohaterowie Wspaniałości Ambersonów walczą z różnicami klasowymi, co prowadzi ich do ostatecznego upadku. Film Wellesa także został drastycznie okrojony przez wytwórnię (RKO), a wyciętych fragmentów szuka się do dzisiaj. Rosenbaum stwierdził, że podejście von Stroheima do powieści Norrisa wpłynęło na metody, jakimi posługują się twórcy adaptacji. Polegają one bowiem na zmodyfikowaniu fabuły i dodaniu nowych scen przy jednoczesnym zachowaniu ducha literackiego pierwowzoru. Z tego aspektu Chciwości korzystali m.in. Welles, Huston i Bill Forsyth. Komedia Jonathana Lynna Sknerus (1994) składa hołd Chciwości, nadając nazwisko „McTeague” głównym bohaterom filmu.

## Rekonstrukcja
Pierwsze próby rekonstrukcji pełnej wersji Chciwości podjęto w 1958 roku. Podczas Wystawy Światowej w Brukseli Cinémathèque royale de Belgique określiła Chciwość mianem 12. najlepszego filmu świata i zarazem opublikowała oryginalny, kompletny scenopis autorstwa von Stroheima, który otrzymano w darze od Denise Vernac, wdowy po reżyserze, z kolekcji osobistych pamiątek. Publikacja ta przyczyniła się do powstania trzech różnych książek wykorzystujących scenopis von Stroheima do odtworzenia pierwotnej wersji filmu i porównania jej z wersją wyświetlaną w kinach. Były to: francuska książka zredagowana przez Jacques’a-G. Perreta z 1968 roku i dwie późniejsze opracowane przez Joela Finlera i Hermana G. Weinberga (obie pochodzą z 1972 roku). Analiza Weinberga zawierała 400 fotosów z planu zdjęciowego, ułożonych w taki sposób, aby w miarę dokładnie zrekonstruować pełną wersję Chciwości. Zdjęcia te opublikowano wtedy po raz pierwszy.
W 1999 roku Turner Entertainment, obecny właściciel praw autorskich do filmu, zdecydował się odtworzyć, najwierniej jak to było możliwe, pierwotną wersję filmu, łącząc istniejący materiał z ponad 650 zdjęciami z planu przedstawiającymi sceny wycięte w postprodukcji. Wiele z tych zdjęć ukazało się wcześniej w książce Weinberga. Podczas montażu uwzględniono pierwotny szkic ciągłości akcji przygotowany przez von Stroheima. Wszystkie materiały dostarczyła Margaret Herrick Library. Odrestaurowana wersja filmu trwa niespełna 4 godziny. Została wyprodukowana przez działacza na rzecz konserwacji filmów Ricka Schmidlina i zmontowana przez Glenna Morgana. Schmidlinowi udało się przywrócić wiele postaci i wątków pobocznych z pierwotnej wersji filmu. Nową muzykę skomponował Robert Israel. Koszt rekonstrukcji sięgnął 100 tys. dolarów. Schmidlin określił ją jako „próbę odtworzenia utraconej opowieści von Stroheima”. Miała ona swoją premierę na Festiwalu Filmowym w Telluride w 1999 roku i była później pokazywana na Międzynarodowym Festiwalu Filmowym w Wenecji i Pordenone Silent Film Festival, zanim zaprezentowała ją stacja Turner Classic Movies w grudniu 1999 roku. Krytyk filmowy Todd McCarthy określił odtworzoną wersję Chciwości mianem „triumfu”. Roger Ebert uznał Chciwość za arcydzieło i stwierdził, że zrekonstruowana przez Schmidlina wersja dowodzi, „jaką pruderyjną wrażliwością kierowali się przy swojej robocie rzeźnicy z MGM”. W grudniu 1999 roku rekonstrukcję wyróżniono podczas rozdania nagród Stowarzyszenia Krytyków Filmowych z Los Angeles.

## Mity i błędne przekonania
Von Stroheim lubił wyolbrzymiać fakty ze swojej biografii i kreować mity dotyczące jego osoby, takie jak np. zmyślone arystokratyczne pochodzenie, czy kariera wojskowa w armii austro-węgierskiej. Utrzymywał, że krótko po przyjeździe do Stanów Zjednoczonych w nowojorskim motelu wpadł mu w ręce egzemplarz McTeague: A Story of San Francisco. Twierdził również, że przeczytał tę powieść jednym tchem, a chęć adaptacji sprawiła, że rozpoczął karierę filmową. Georges Sadoul odkrył, że w rzeczywistości von Stroheim po raz pierwszy przeczytał tę powieść w 1914 roku, żyjąc w nędzy w Los Angeles.
Twierdzenia, że zmontowana przez von Stroheima oryginalna wersja była pełnym przeniesieniem treści McTeague’a na język filmu nie są prawdziwe. Stworzony przez reżysera 300-stronicowy scenopis okazał się niemal tak samo obszerny jak sama powieść, jednak twórca zmienił fabułę, wymyślając nowe sceny i rozbudowując już istniejące. W powieści lata spędzone przez McTeague’a w hrabstwie Placer oraz jego stosunki z rodzicami i Potterem były jedynie pokrótce wspomniane w dwóch akapitach. W wersji von Stroheima sekwencja ta zajmowała pierwszą godzinę seansu i nie została przedstawiona w retrospekcji. Reżyser zmienił też pierwotny czas akcji na lata od 1908 do 1923, czyli na okres o ćwierć wieku późniejszy.
Mówiono czasami, że Chciwość miała nawet ponad 100 szpul długości. Von Stroheim dowodził jednak, że jego wersja liczyła 42 szpule, choć kilku ludzi, którzy ją widzieli, wspominało, że mogła liczyć od 42 do 47 szpul. Grant Whytock pamiętał, że wersja, którą otrzymał od von Stroheima, miała jakieś 26-28 szpul. Akta wytwórni MGM podają, że oryginalna wersja filmu wynosiła 22 szpule. W 1992 roku były pracownik działu scenariuszy w MGM Samuel Marx błędnie określił pierwotną długość Chciwości na 70 szpul.
June Mathis wymieniono w czołówce jako współautorkę scenariusza. Mathis była wówczas dyrektorką działu scenariuszy, a jej kontrakt z wytwórnią przewidywał, że zostanie uwzględniona w napisach każdego filmu wyprodukowanego przez MGM. Tak naprawdę nie miała żadnego wkładu w scenariusz Chciwości. Mathis przypisuje się także zmianę tytułu z McTeague na Chciwość podczas postprodukcji, jednak podpis na zdjęciu reklamowym obsady i ekipy zrobionym na planie wyraźnie wskazuje, że jeszcze przed powstaniem MGM film nazwano Chciwość. Roboczy tytuł brzmiał Chciwe żony, co było żartobliwą aluzją do poprzedniego filmu von Stroheima Szalone żony, choć tej nazwy nigdy nie uważano za ostateczną.
Pierwotną wersję Chciwości uznaje się za „świętego Graala” archiwistów filmowych. Wielokrotnie pojawiały się różne fałszywe doniesienia o odkryciu oryginalnej wersji filmu. Krążyły plotki, że ocalałą kopię przechowywano w magazynie w Ameryce Południowej i wyświetlano ją jedynie raz w roku, w Sylwestra, dla specjalnie zaproszonych gości. Wedle innej relacji jedna kopia należąca do teksańskiego milionera została sprzedana Henriemu Langlois z Cinémathèque Française. Inne doniesienia podają, że dyskusyjny klub filmowy z Bostonu wyświetlił pewnego razu kopię odnalezioną przez weterana II wojny światowej, dzięki wskazówkom które otrzymał od Emila Janningsa. Mówiono też, że konserwator David Shepard z Amerykańskiego Instytutu Filmowego odnalazł kopię podczas pewnej garażowej wyprzedaży oraz że klub filmowy z Redwood City posiadał „najdłuższą istniejącą wersję Chciwości, nabytą w Europie”. Sam von Stroheim niegdyś twierdził, że właścicielem jednej kopii był Benito Mussolini. Joseph von Stroheim, syn reżysera, stwierdził, że podczas służby dla amerykańskiej armii w II wojnie światowej uczestniczył w rozciągniętym na dwie noce seansie, choć nie był w stanie oszacować dokładnej długości tej kopii.
Pojawiały się także liczne doniesienia, że MGM zachowało w swoim skarbcu oryginalną wersję Chciwości. Iris Barry z Museum of Modern Art twierdziła, że jedna kopia była przechowywana w magazynach wytwórni, czemu Thalberg jednak zaprzeczył. Pojawiły się także pogłoski, że John Houseman zorganizował kiedyś zamknięty pokaz w MGM, a sama wytwórnia przetrzymywała dwie kopie w dawnej kopalni soli w Utah. Lotte Eisner donosiła, że w latach 50. i 60. XX wieku w podziemiach MGM znaleziono kilka pojemników z taśmami filmu opisanych jako McTeague, które zostały następnie zniszczone przez pracowników wytwórni niemających pojęcia, że są to poszukiwane szpule Chciwości. Producent MGM i prawa ręka Thalberga, Albert Lewin, wyznał, że kilka lat po nakręceniu filmu von Stroheim poprosił o przekazanie mu kopii pełnej wersji jego dzieła. Lewin i montażystka Margaret Booth przeszukali w tym celu magazyn MGM, lecz nie zdołali odnaleźć brakujących materiałów.